# Nueva trova
Nueva trova är en kubansk musikstil som utvecklades under slutet av 1960-talet efter den kubanska revolutionen. Musikstilen har sina rötter i trovan och inspirerades av nueva canción-rörelsen i andra delar av Latinamerika.

## Framträdande nueva trova-musiker

### Några av nueva trovans skapare
- Silvio Rodríguez
- Pablo Milanés
- Noel Nicola
- Vicente Feliú
- Sara González
- Augusto Blanca
- Gladys del Monte Horruitiner
- René Urquijo
- Amaury Pérez
- Lázaro García
- Alejandro García (Virulo)
- Rafael de la Torre
- Rolando Miguel Granja
- Grupo Los Cañas
- Grupo Mangüaré
- Fran Fernández
- Enriquito Núñez
- Pedro Luis Ferrer

### 1980-talets nueva trova-generation
- Adrián Morales
- Adriá Nomada
- Alberto Tozca
- Anabell López
- Carlos Varela
- Frank Delgado
- Gerardo Alfonso
- Jorge García
- Santiago Feliú
- Xiomara Laugart

### Den tredje generationen
- Gema y Pavel
- Trío Enserie
- Habana Abierta
- Vanito Brown
- Karel García
- Lucha Almada
- Eduardo Calero
- Rolando Miguel
- Diego Cano
- Liuba María Hevia